# Pedal de efectos

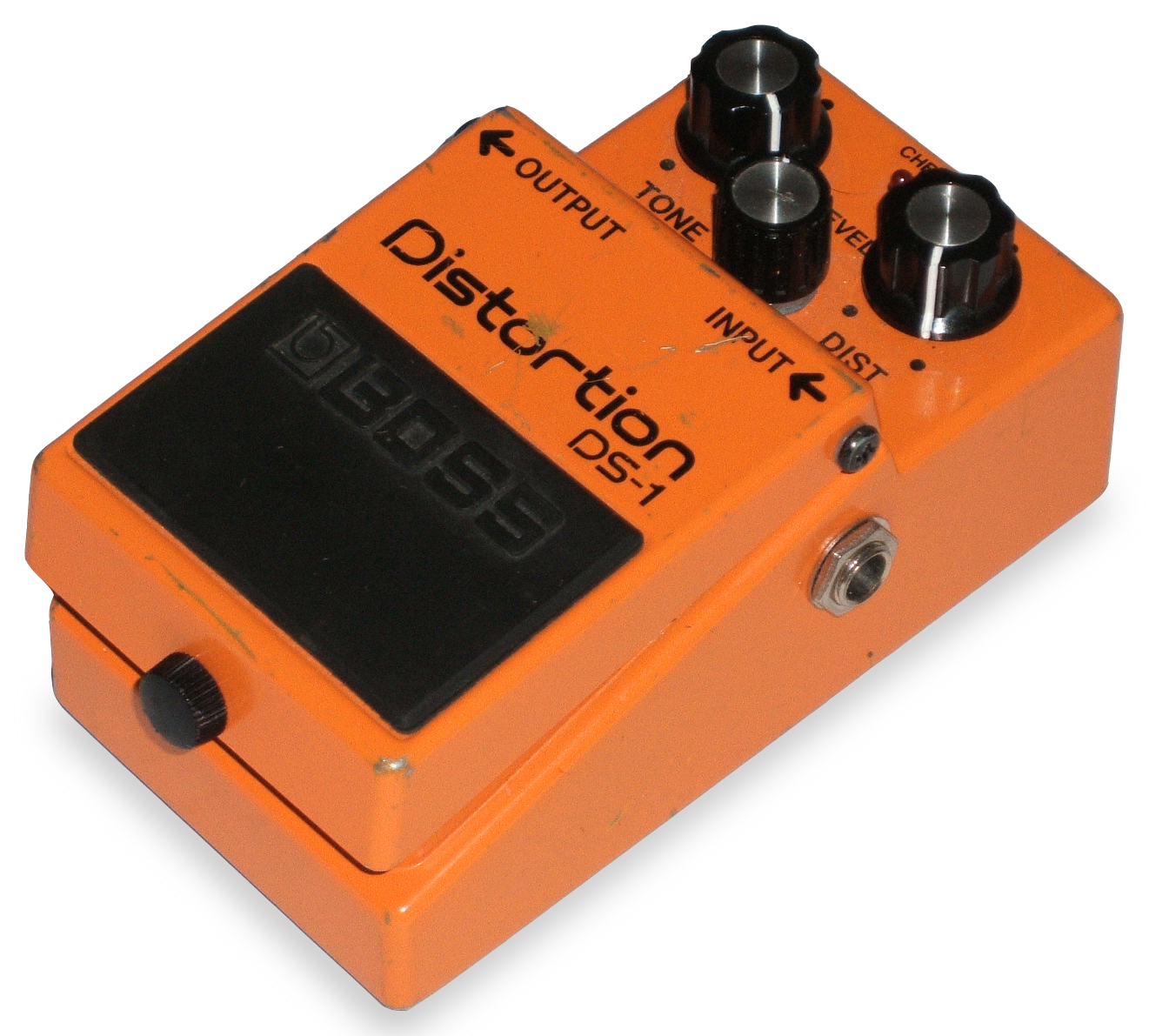
Boss DS-1, un ejemplo de pedal de efecto de distorsión. Ha logrado mucho éxito desde los años 80 y 90, gracias a guitarristas como Joe Satriani, Steve Vai y Kurt Cobain, entre otros.

Un pedal de efectos (también conocido como effects pedal o stompbox en inglés) es un dispositivo electrónico utilizado para alterar el sonido de una fuente, usualmente instrumentos eléctricos o electrónicos, como la guitarra eléctrica, el bajo eléctrico o el sintetizador (aunque también puede ser una fuente acústica, como la voz, con el uso de un micrófono). Como su nombre indica, se utilizan frecuentemente en el suelo, liberando las manos del músico para tocar su instrumento, encendiendo y apagando el dispositivo a voluntad con ayuda de sus pies (no obstante, en algunos casos, pueden ser también manejados de forma remota por un asistente). Se utiliza mayoritariamente en el ámbito musical, tanto en grabaciones de estudio como en presentaciones en directo, con el fin de otorgar una coloración especial a un instrumento (o a toda la mezcla), realzar secciones concretas de una canción o instrumental, etc.

## Clasificación
Los pedales de efecto pueden clasificarse de diferentes formas, siendo las más comunes:
- Por su tipología: Saturación, modulación, filtros, etc.
- Por su tecnología: Analógicos y digitales.
- Por su presentación: Unidades y multiefectos.
- Por su fabricación: Industriales y artesanales (DIY o boutique).

A continuación, se verá con mayor detalle cada clasificación.

### Tipología
Los pedales de efectos producen diferentes tipos de alteraciones al sonido fuente.

#### Saturaciones
También conocidos como "distorsiones", son efectos dedicados a modificar el contenido armónico del timbre de un instrumento, a través de la saturación de la señal de entrada, amplificándose y generándose una gran cantidad de armónicos. Comúnmente, se clasifican de acuerdo al grado de modificación de la señal, bajo los siguientes anglicismos:
- Overdrive: Es la saturación más respetuosa con la señal original, puesto que se obtiene mediante soft-clipping, teniendo un recorte de onda menos pronunciado y más redondeado que los dos tipos siguientes y dando énfasis a los armónicos de segundo orden (pares), además de poseer un nivel menor de distorsión por intermodulación. Todos estos detalles la hacen preferida por una enorme cantidad de músicos (principalmente, guitarristas y bajistas), quienes la reconocen como una distorsión musical. Es la saturación típica y reconocible de los amplificadores a tubos, en especial, de aquellos clásicos que se saturaban por su etapa de potencia, como el Fender '59 Bassman, el Marshall 1959 Super Lead o el Vox AC30, que los pedales (a tubos o a transistores) desean emular. Dado que muchos pedales overdrive no poseen demasiada ganancia, en ocasiones, también pueden funcionar exitosamente como pedales booster (ver más abajo). Un ejemplo clásico de pedal overdrive lo constituye el Ibanez Tube Screamer.
- Distortion: Se describe así a una saturación más prominente que el overdrive, frecuentemente ligada al sonido de los amplificadores a tubos de alta ganancia o de los amplificadores a transistores. Se obtiene mediante hard-clipping, que otorga un recorte de onda más pronunciado, pero que, por contrapartida, añade armónicos de tercer orden (impares) y mayor distorsión por intermodulación, siendo de forma más acentuada en la saturación con transistores. Entre los ejemplos comunes, tenemos pedales como el Boss DS-1 Distortion y el ProCo RAT.
- Fuzz: Constituye la forma de saturación con mayor grado de aberración, es decir, con mayor distorsión respecto de la señal original. Es, quizás, la categoría con mayor heterogeneidad, puesto que las diferentes unidades varían notoriamente en cuanto a timbre, niveles de ganancia, armónicos enfatizados, simetría/asimetría de onda, con/sin octavas añadidas, etc. Fueron los primeros pedales de saturación, a partir del Maestro Fuzz-Tone, y en un comienzo se publicitaban como pequeños sintetizadores para guitarra y bajo. Tuvieron un gran éxito en la música de la segunda mitad de los años 60 y la primera de los años 70, volviendo a tener un resurgimiento desde los años 90, gracias a los movimientos de rock alternativo como el grunge y el stoner rock. Generalmente, se clasifican de acuerdo al material empleado en sus transistores: Germanio o Silicio (si bien, existen unidades mixtas, que incluyen circuitos integrados y/o digitales). Ejemplos bien conocidos son el Dallas-Arbiter (Dunlop) Fuzz Face, el Sola Sound Tone Bender y el más reciente ZVex Fuzz Factory.

Cabe destacar que existen dos categorías que, aún hoy, suelen generar disputas en cuanto a su clasificación:
- Booster: En estricto rigor, son pedales más cercanos al control de volumen que a las distorsiones en sí, puesto que no generan saturación por sí mismos, sino que levantan el nivel de salida (volumen) de una señal. No obstante, su frecuente uso para saturar otros pedales y/o amplificadores hacen que, en la práctica, se encuentren comúnmente bajo el criterio de las saturaciones. Los dos tipos de booster más conocidos son los treble-boosters (que suelen enfatizar las frecuencias medias-agudas de la señal) y los clean-boosters (que elevan la señal sin modificar el espectro en frecuencias). Ejemplos respectivos lo constituyen el Dallas Rangemaster y el Electro-Harmonix (EHX) LPB-1 Linear Power Booster.
- Muff: Llamado así por el Big Muff Pi de EHX, el sonido único de este pedal ha generado mucha controversia desde sus comienzos y aún es tema de discusión en muchos foros y sitios web especializados, con partidarios que lo denominan como "fuzz", otros como "distortion" y el resto como una categoría aparte, intermedia entre ambos.

#### Modulaciones
Son efectos basados en la modulación de la señal de entrada, cuyo sonido es, por lo general, controlado por un oscilador de baja frecuencia (LFO, por sus siglas en inglés). Entre los más comunes se encuentran:
- Tremolo: Se modula el volumen de la señal, es decir, amplitud modulada (AM). Suele confundirse con el efecto vibrato, debido a que la empresa Fender denominaba como "vibrato" al efecto tremolo incluido en sus amplificadores clásicos.
- Vibrato: Se modula el tono de la señal, es decir, frecuencia modulada (FM). Igualmente, suele confundirse con el efecto tremolo, debido a que la marca Fender denominaba "tremolo" a la palanca de vibrato de sus guitarras.
- Phaser: Se modula la fase de la señal. Para lograrlo, se divide la señal en una seca (sin efecto) y otra húmeda (con efecto), esta última pasando por una serie de all-pass filters (o filtros pasa-todo) que modifican las relaciones de fase entre ambas señales. Se asemeja mucho al efecto flanger, pero difiere en la textura de su sonido (el sonido phaser es más orgánico, mientras que el flanger es más metálico) y en las formas de obtenerse.
  - Uni-Vibe: Un subtipo de efecto phaser, fabricado inicialmente para simular el efecto de un altavoz rotatorio Leslie (aunque el resultado fue un efecto completamente diferente).
- Flanger: Se modula el retardo entre la señal seca y la señal húmeda, usualmente por un breve período de tiempo (entre 1 y 20 ms). Originalmente, se obtenía a través de máquinas a cinta (reel-to-reel), presionando suavemente con el dedo
- Chorus: Se modula el retardo entre la señal y la señal húmeda. Se diferencia del flanger por tener un rango de retardo superior (usualmente, entre los 30 y 50 ms).
- Rotary Speaker: Es un efecto de modulación único, basado en el efecto Doppler. Como su nombre indica, se obtiene mediante un dispositivo electromecánico que hace girar un altavoz.
- Ring Modulator: La señal es modulada en un sistema electrónico "de anillo".

#### Filtros
Son efectos que modifican la respuesta de frecuencias de la señal.
- Ecualizador
- Wah-Wah
- Talkbox
- Envelope Filter
- Sample and Hold Step Filter

#### Espaciales
- Echo/Delay
- Reverb
- Looper
- Shimmer

#### Volumen
- Pedal de Volumen
- Compresor
- Limitador

#### Pitch-Shifting
- Armonizador
- Octavador
- Whammy
- Detune

#### Otros
- Sintetizador
- Acoustic Simulator: Son pedales, especialmente para guitarra, cuyo fin es emular el sonido de una guitarra acústica.
- Amp/Cab Simulator: Son efectos dedicados para emular el sonido y carácter de un amplificador y/o sus parlantes.
- Puerta de ruido
- Supresor de ruido

### Tecnología
Los efectos también pueden ser clasificados por su tecnología: analógicos (o "análogos") y digitales. En algunos casos, particularmente entre los músicos más novatos, se tiende a confundir el concepto "análogo" con "pedales individuales", mas no todas estas unidades son analógicas ni viceversa (como se verá más adelante). Por otra parte, se han desarrollado una serie de pedales de efectos que mezclan ambos tipos de tecnología, ya sea en la producción directa de sonido, o bien, en el control de parámetros.

#### Analógicos
Corresponden a todos los efectos que se basan en la electrónica analógica, es decir, utilizando métodos electromecánicos, válvulas termoiónicas, transistores y circuitos integrados analógicos, etc. Se incluyen los pedales cuyo manejo de parámetros (mas no la producción directa de sonido) se logra por medios digitales, como los ecos analógicos con sistema tap tempo.
Musicalmente hablando, se les considera tener un sonido más cálido, lleno, natural, orgánico y profundo que sus contrapartes digitales. Por otro lado, la tendencia es que son menos versátiles (en cuanto controles), ocupan mayor espacio en la pedalboard, son más pesados y, en algunos casos, más delicados (por ejemplo, los pedales fuzz basados en transistores de germanio son muy sensibles a la temperatura del ambiente). Además, no se pueden lograr algunas clases de efectos, como auténtico pitch-shifting (salvo una octavación elemental). A pesar de estas dificultades y que se encuentre obsoleta en otras áreas, es la tecnología más apreciada por los músicos. Muchos de los sonidos clásicos están basados en efectos analógicos.

#### Digitales
Corresponden a todos los efectos que se basan en la electrónica digital, es decir, que utilizan chips digitales en la producción directa del efecto en cuestión. A pesar de tener mayor versatilidad como principal fortaleza, los efectos digitales llevan el estigma de sonar no tan musicalmente como sus contrapartes analógicas, utilizándose frecuentemente adjetivos para su sonido como frío, delgado, artificial y metálico. No obstante, el avance tecnológico y las nuevas posibilidades han permitido que existan hoy efectos digitales de altísima calidad musical, siendo ocupados tanto por profesionales como aficionados. Empresas como DigiTech, Fractal Audio, Kemper Amps, Line 6 o Strymon han apostado todos o la gran mayoría de sus productos en las ventajas de tecnología digital con éxito.

## Uso
El pedal se conecta a la cadena de señales usando dos conectores o "Plugs" de 1/4" también llamados "conector de audífonos". Algunas cajas de efectos tienen salidas estereofónicas por medio de dos salidas monoaurales y solo algunas tienen conectores estéreo para entrada y salida en uno (aunque esto es poco común). Varios pedales pueden conectarse juntos en cadena. Cuando un pedal está apagado o inactivo, la señal pasa de manera pasiva por el pedal, por lo que no se ve alterada, hacia los otros pedales conectados a la cadena de modo que cualquier combinación de efectos en la cadena pueda ser creada sin tener que conectar y desconectar cajas de efectos al estar en una presentación o ensayo. La señal puede ser direccionada a través de las cajas de efectos con cualquier combinación, pero lo más común es poner la señal de distorsión o el pedal de Wah wah al principio de la cadena; los pedales que alteran el tono o color del sonido en medio; y las cajas que afectan la resonancia, como delay, eco o reverberación al final (ya que si tras un eco se pone una distorsión, aparecerá irremediablemente la distorsión por intermodulación. También pueden ser usados junto con otras unidades de efectos.